# Турач сірокрилий
Тура́ч сірокрилий (Scleroptila afra) — вид куроподібних птахів родини фазанових (Phasianidae). Мешкає в Південно-Африканській Республіці і Лесото.

## Опис

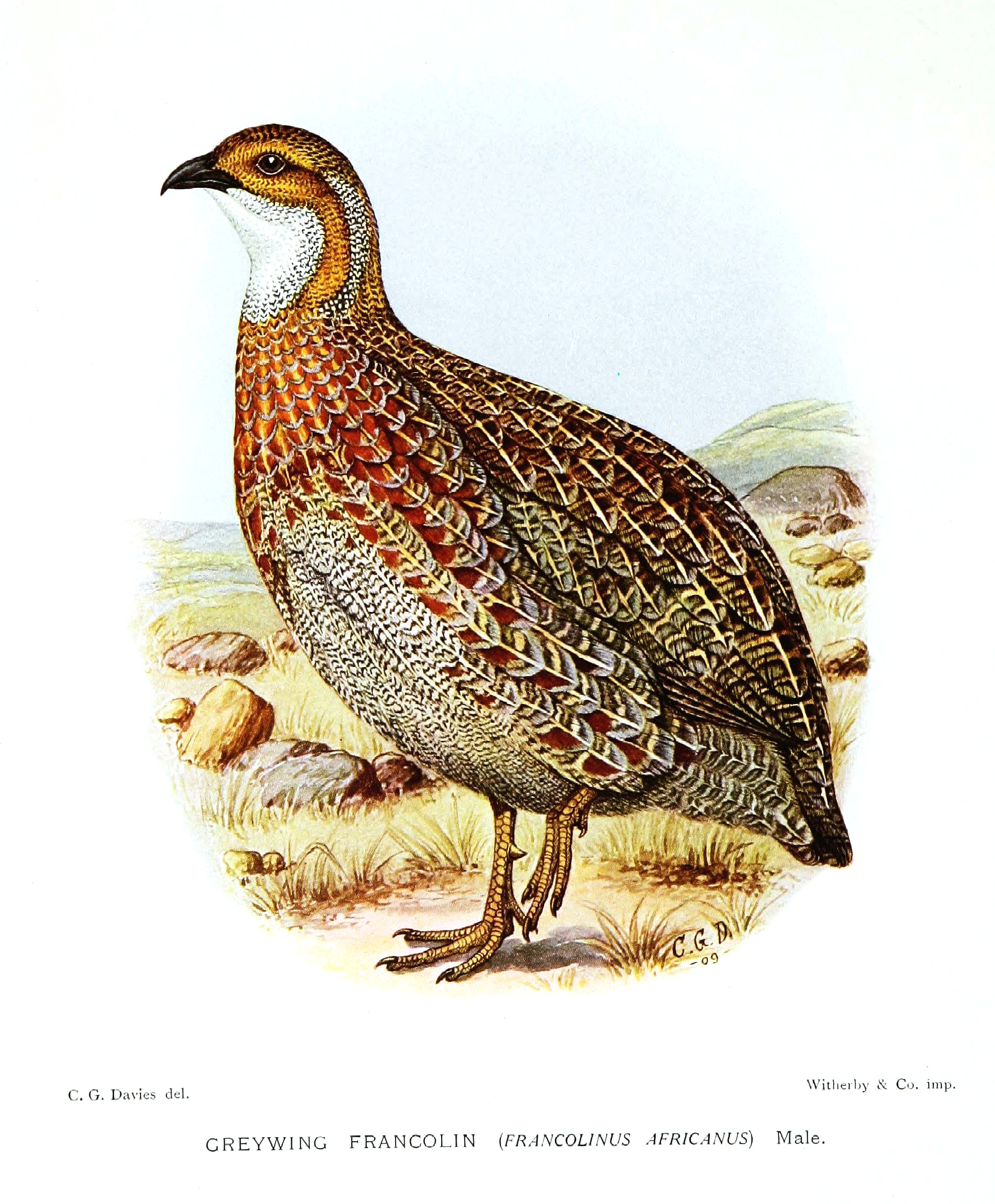
Сірокрилий турач

Довжина птаха становить 30-33 см. Самці важать 354–369 г, самиці 345–539 г. У дорослих птахів тім'я і потилиця темно-коричневі, поцятковані рудими плямками. Над очима рудуваті "брови". скроні і боки шихї рудуваті. Горло білувате, поцятковане сіруватими плямками. На задній частині шиї є сірувата смуга. Груди охристі, поцятковані коричневимси плямками, які утворюють смугу. Решта нижньої частини тіла поцяткована чорними і білими хвилястими смужками. Стегна каштанові. Верхня частина тіла сірувато-коричнева, поцяткована охристими і чорними смужками. Крила сірувато-коричневі, хвіст бурувато-сірий з охристими смугами. Дзьоб чорнувато-коричневій, очі карі, лапи жовтувато-коричневі. Забарвлення самців і самиць не відрізняється, однак у самців є шпори, відсутні у самиць.

## Поширення і екологія
Сірокрилі турачі мешкають в Південно-Африканській Республіці і Лесото. Вони живуть на кам'янистих гірських схилах, порослих чагарниками та на гірських луках. Зустрічаються на висоті від 1800 до 2750 м над рівнем моря, однак трапляються у фінбоші майже на рівні моря.

## Поведінка
Сірокрилі турачі зустрічаються невеликими сімейними зграйками. Живляться насінням, ягодами і молодими пагонами, а також комахами, їх личинками та іншими безхребетними. Вони є моногамними. Гніздо являє собою невелику заглибину, викопану в землі, сховану серед трави. В кладці зазвичай від 3 до 8 яєць, інкубаційний період триває 21-22 дні. Сезон розмноження триває з липня по березень, з піком в листопаді-грудні. 